# Depressione (geografia)

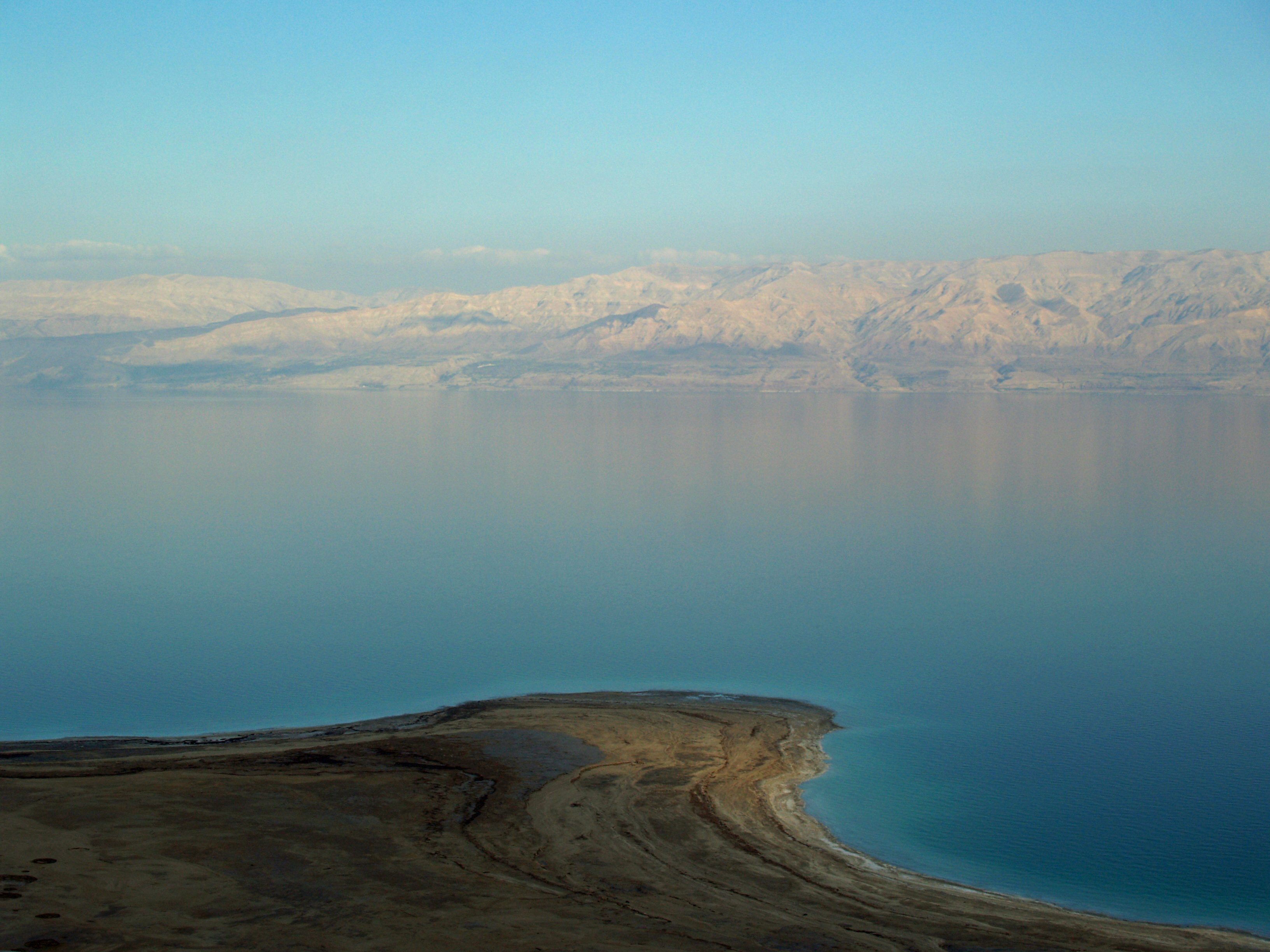
Il Mar Morto, il punto di maggiore depressione accessibile.

In geomorfologia il termine depressione indica una zona che si trova ad un livello più basso rispetto ad un'altra presa come riferimento. In questo caso si parlerà di depressione relativa. In genere, comunque, si fa riferimento al livello del mare (si dirà allora depressione assoluta).

## Descrizione
Una depressione può avere origine dallo sprofondamento o dal crollo del terreno, o dal fenomeno dell'erosione.
Sulla Terra il punto di massima depressione libera da ghiacci è la riva del Mar Morto posta a 423 m sotto il livello del mare, mentre la depressione più estesa è situata nei pressi del Mar Caspio, a -25 m; la massima depressione in assoluto si trova in Antartide, a -2.555 m nella Fossa subglaciale di Bentley a 81° Sud, 110° Ovest; tuttavia essa è invisibile, perché coperta dalla calotta polare antartica, la cui sommità è sopra il livello del mare.

## Depressioni notevoli
| Stati                                           | Depressione                                   | Livello del lago che occupa la depressione | Punto più basso del lago che occupa la depressione | Note                                                                               |
| ----------------------------------------------- | --------------------------------------------- | ------------------------------------------ | -------------------------------------------------- | ---------------------------------------------------------------------------------- |
| Israele Palestina Giordania                     | Depressione del Mar Morto                     | −425 m                                     | −800 m                                             | Massima depressione asiatica e mondiale                                            |
| Israele Siria                                   | Depressione del Lago di Galilea (acqua dolce) | −212 m                                     | −255 m                                             |                                                                                    |
| Cina                                            | Depressione di Turfan                         | −155 m                                     |                                                    |                                                                                    |
| Russia                                          | Depressione del Kuma-Manyč                    | −24 m                                      |                                                    | Segna il confine tra Europa ed Asia secondo la convenzione più comunemente seguita |
| Russia Iran Kazakistan Azerbaigian Turkmenistan | Depressione caspica                           | −28 m                                      | −1.023 m                                           | Massima depressione europea                                                        |
| Egitto                                          | Depressione di Qattara                        | −133 m                                     |                                                    |                                                                                    |
| Egitto                                          | Depressione del Lago Qarun                    | −42                                        | −45 m                                              |                                                                                    |
| Eritrea Gibuti Etiopia                          | Depressione del Lago Assal                    | −155 m                                     |                                                    | Massima depressione africana                                                       |
| Tunisia                                         | Depressione dello Sciott el Jerid             |                                            | −17 m                                              |                                                                                    |
| Argentina                                       | Laguna del Carbón                             | −105 m                                     |                                                    | Massima depressione americana                                                      |
| Stati Uniti                                     | Depressione della Valle della Morte           | −85,5 m                                    |                                                    |                                                                                    |
| Australia                                       | Depressione del Lago Eyre (9.500 km²)         | −11 m                                      | −17 m                                              | Massima depressione oceaniana                                                      |

## Criptodepressione
Si dice criptodepressione una depressione nascosta dalle acque di un lago (Esempio: il Lago di Como, i cui fondali arrivano a circa 220 metri sotto il livello del mare). La sua formazione è dovuta per esempio all'azione di ghiacci e fiumi oppure dalla presenza di una fossa tettonica.